# Ed King
Edward Calhoun King (Glendale, California; 14 de septiembre de 1949-Nashville, Tennessee; 22 de agosto de 2018) fue un músico estadounidense. Popular por su trabajo como guitarrista en las bandas Strawberry Alarm Clock y Lynyrd Skynyrd.

## Discografía

### Strawberry Alarm Clock
- Incense and Peppermints , (1967)
- Wake Up...It's Tomorrow, (1968)
- The World in a Sea Shell , (1968)
- Good Morning Starshine , (1969)

### Lynyrd Skynyrd
- Pronounced leh-nerd skin-nerd, (1973)
- Second Helping , (1974)
- Nuthin’ Fancy, (1975)
- Skynyrd’s First and... Last, (1978)
- Legend, (1987)
- Southern by the Grace of God, (1988)
- Lynyrd Skynyrd 1991, (1991)
- The Last Rebel, (1993)[2]